# Prawo patronatu
Prawo patronatu (łac. ius patronatus) – zespół praw udzielanych fundatorom Kościoła i ich następcom do przedstawienia kandydata na stanowisko kościelne nadawane przez biskupa. Obowiązkiem fundatorów było dbanie o budynek oraz wyposażenie kościoła.

## Tło historyczne
Początek prawa patronatu datuje się na V i VI wiek, kiedy w ustawodawstwie kościelnym przyznawano fundatorom wpływ na zarządzanie majątkiem kościoła i obsadzanie jego urzędów. Przywilej ten otrzymywała osoba, która w szczególny sposób przysłużyła się kościołowi.
Pojęcie prawa patronatu wywodzi się z germańskiego prawa własności majątków kościelnych. W krajach germańskich właściciel ziem, na których znajdował się instytut kościelny, mógł samodzielnie rozporządzać kościołem, powoływać duchownych, a także być w nim pochowany. Właściciel mógł również kościół sprzedać, darować lub oddać w lenno. Działania te nie mogły prowadzić do zniszczeń i zaniedbań. Fundator mógł także pobierać od kościoła daniny i dziesięciny, z czego czerpał korzyści majątkowe. Na rozwój prawa patronatu wpłynął również obowiązek polegający na tym, że duchowni musieli poddać się opiece rycerskiej, co prowadziło do nadużywania władzy oraz przejmowania prawa do beneficjum przez opiekunów.
Powstawanie tak wielu kościołów prywatnych rodziło potrzebę regulacji prawa patronatu, czego jako pierwszy w swoich rozporządzeniach dokonał papież Aleksander III, który zabronił pobierania danin z majątków kościelnych. Aleksander III ograniczył również prawo do obsadzania stanowisk kościelnych. Od tego momentu fundatorzy mogli jedynie przedstawiać kandydatów na dane stanowiska kościelne, a prawo wyboru i mianowania kandydata pozostawiono biskupom.
Najobszerniejszej regulacji prawa patronatu dokonano podczas Soboru Trydenckiego w latach 1545–1547. Wówczas to pozbawiono osoby świeckie przywileju prezentacji oraz dysponowania beneficjami. Zakazano również nadawania prawa prezenty w przyszłości, a osoby dysponujące prawem patronatu zachęcano do zrzeczenia się go. Sobór wprowadził wymóg upływu 50 lat jako warunek przedawnienia dla wprowadzenia prawa patronatu.

## Prawo patronatu w Polsce
W Polsce pierwsze ślady prawa patronatu można dostrzec w XII i XIII wieku, gdzie przejawiały się w stosunku opieki, jaką fundator otaczał instytucję kościelną. Obowiązek opieki nad biskupstwami ciążył na władcy, który był uważany za potomka ich założycieli. Biskupstwo otaczane było mirem monarszym, za którego naruszenie groziły wysokie kary.
Mocą aktu wydanego przez Kazimierza Wielkiego fundatorom nie przysługiwało prawo użytkowania dóbr przeznaczonych pod działalność kościołów. Opiekunowie mogli obsadzać urzędy w ufundowanych przez siebie instytutach kościelnych. Władca posiadał prawo do nadawania urzędów biskupich.
Stosunek opieki zaczął przekształcać się w prawo patronatu już pod koniec XII wieku. Miało to miejsce zarówno w wyższych, jak i niższych instytutach kościelnych. Nad kościołami i kaplicami patronat sprawowali fundatorzy, czyli ich wcześniejsi właściciele.
Rozwój patronatu przebiegał powoli i ze znacznym opóźnieniem w stosunku do państw zachodnich. Do najważniejszych uprawnień patrona należało prawo prezenty. Fundatorom przysługiwało także ius spolii, czyli prawo do dziedziczenia prywatnej własności po zmarłych duchownych.
W czasach nowożytnych patronat nad beneficjum zazwyczaj sprawował właściciel miejscowości, w której się ono znajdowało. Zgoda władzy kościelnej na powołanie beneficjum była warunkiem koniecznym powstania prawa patronatu. Dla powstania patronatu wystarczający był sam fakt fundacji czy budowy danego instytutu kościelnego. Prawa i obowiązki patrona regulowane było w dokumentach fundacyjnych. Prawo prezenty było dożywotnie, a po śmierci mogło być przekazywane zstępnym fundatora.
Można wyróżnić dwa typy patronów: głównych i towarzyszących.
Przyznanie uprawnień mogło być uzależnione od wkładu fundatora w budowę nowego kościoła. Za przykład może posłużyć większa liczba głosów przy wyborze kandydata na dane stanowisko, przysługująca głównemu fundatorowi i jego dziedzicom. Całkowite odnowienie beneficjum, spowodowane np. całkowitym spaleniem kościoła, mogło prowadzić do powstania nowego prawa patronatu. Przywilej patronatu można było uzyskać również na mocy aktu wydanego przez papieża, bądź mocą przedawnienia.
Prawo patronatu mogło być utracone na skutek między innymi: herezji, odstępstwa od wiary, zabicia duchownego czy ekskomuniki. Zanik prawa patronatu miał miejsce w momencie upadku całego beneficjum, a połączenie beneficjów powodowało zanik jednego z praw. Przywilej patronatu wygasał także po osobistym zrzeczeniu się go przez fundatora. Osobowe prawo patronatu mogło wygasnąć na skutek wygaśnięcia związanego z nim rodu.
Na szczególną uwagę zasługuje prawo patronatu królewskiego, które umożliwiało władcy obsadzanie urzędu biskupa, co prowadziło do wzmocnienia jego władzy monarszej w państwie. Powołując biskupów, monarcha powoływał się na rację stanu i powagę urzędu. Pierwszą diecezją objętą patronatem królewskim była diecezja lwowska; dopiero później prawo zostało rozszerzone na pozostałe metropolie. Król mógł również uzyskać szczególny przywilej, który umożliwiał mu wyznaczanie kandydatów na prałatury i kanonie. Prawo do obsadzania urzędów biskupich przez władcę spotykało się ze znacznym sprzeciwem Stolicy Apostolskiej, jednakże królewska kontrola nad biskupstwami trwała do końca XVIII wieku.
W okresie porozbiorowym prawo do obsadzania urzędów biskupich przysługiwało wyłącznie Komisji Wyznań utworzonej na mocy ukazu cara Aleksandra I. W 1865 roku doprowadzono do wygaśnięcia wszelkich przywilejów patronów, a obiekty kościelne znajdujące się w majątkach prywatnych, zostały przekazane pod opiekę rządową. Prawo patronatu zostało przywrócone po zawarciu konkordatu w 1925 roku i pozwalało patronowi dokonywać wyboru kandydatów na urzędy kościelne.

## Rodzaje i kategorie patronatu
- Patronat rzeczowy (reale) – wynikał z posiadania własności, mógł być dziedziczony razem z całym majątkiem.
- Patronat osobowy (ius patronatus personale) – niezależny od prawa własności, przywilej nadawany określonej osobie lub grupie osób[12].

## Prawa objęte prawem patronatu
- Ius praesentandi – prawo do prezentacji; prawo polegające na przedstawianiu władzy kościelnej kandydatów na nieobsadzone stanowisko.
- Iura honorifica – prawa honorowe; prawa polegające na przyznaniu patronowi honorowego miejsca w kościele poprzez np. prawo do pochówku na terenie kościoła, pierwszeństwa w procesji czy modlitwy i wstawiennictwa.
- Iura utilia – prawa utylitarne; prawa do zasiłku przysługujące potomkom fundatora
- Cura beneficii – opieka patrona nad beneficjum.

## Prawo patronatu we współczesnej regulacji prawnej
Sobór Watykański II doprowadził do całkowitego zniesienia prawa patronatu, jednakże przepisy rozdziału I tytułu I Kodeksu Prawa Kanonicznego z 1983 roku wyposażają określone organy jednoosobowe i wybrane instytuty kościelne w przywilej prezentacji kandydatów na nieobsadzony urząd kościelny. Kandydata przedstawia się władzy odpowiedniej do obsadzenia określonego stanowiska. Władza kościelna nadaje kandydatowi urząd, pod warunkiem, że spełnia on prawnie określone wymagania.
Prawo kanoniczne zezwala również biskupom diecezjalnym na swobodne obsadzanie stanowisk kościelnych we własnych Kościołach partykularnych, pod warunkiem, że przepisy prawa nie stanowią inaczej. Prezentacja musi być zgodna z wolą osoby prezentowanej; wyrażenie zgody może nastąpić w sposób milczący, polegający na braku wniesienia sprzeciwu, w terminie 8 dni od momentu zapytania o zgodę. Organ lub instytut posiadający przywilej prezencji może przedstawić jednego lub więcej kandydatów, z uwzględnieniem zakazu przedstawiania samego siebie. Utrata przywileju prezentacji następuje w wypadku niezachowania ustawowych terminów lub ponownej prezentacji na ten sam urząd kandydata niezdatnego do objęcia określonej funkcji.

## Relikt prawa patronatu w Konkordacie między Stolicą Apostolską a Rzecząpospolitą Polską
Konkordat między Stolicą Apostolską a Rzecząpospolitą Polską z 1993 roku zobowiązuje Stolicę Apostolską do mianowania na urzędy biskupie tylko polskich obywateli oraz do udzielania w odpowiednim czasie rządowi RP poufnej wiadomości na temat osoby mającej objąć stanowisko biskupie. Państwo polskie zobowiązuje się do udzielania wsparcia materialnego i konserwacji obiektów i budynków sakralnych oraz kościelnych dzieł sztuki.